# À travers temps
À travers temps (titre original : A Bridge of Years) est un roman de science-fiction de l'écrivain canadien Robert Charles Wilson publié aux États-Unis en 1991 et en France en 2010.

## Résumé
Ben Collier, chargé de la surveillance d'une maison permettant d'effectuer des voyages dans le temps, est tué par un voyageur temporel en 1962. Dix ans plus tard, Tom Winter achète cette maison qui, bien qu'inhabitée, est restée propre et en parfait état. Tom se rend compte que la maison a effectivement une capacité à se nettoyer toute seule ; cette tâche est réalisée par de petits organismes cybernétiques qui en outre cherchent à réparer le corps de Ben Collier qu'ils ont réussi à maintenir dans un semblant de vie. Tom leur apporte son aide mais il va peu à peu comprendre les possibilités de voyages temporels qu'offrent cette maison. N'ayant aucune attache sentimentale, il se laisse alors tenter...

## Éditions
- A Bridge of Years, Doubleday, 1er août 1991, 348 p.  (ISBN 978-0385419376)
- À travers temps, Denoël, coll. « Lunes d'encre », 30 avril 2010, trad. Gilles Goullet, 384 p.  (ISBN 978-2207260821)
- À travers temps, Gallimard, coll. « Folio SF » no 449, 28 mars 2013, trad. Gilles Goullet, 432 p.  (ISBN 978-2070449736)